# ضفان
ضفان (الاسم العلمي Omosita)، جنس خنافس ناهمة دامنة من فصيلة خنافس النسغ. وصفت من قبل عالم الحشرات الألماني ويلهلم فرديناند إريكسون عام 1843.

## الأنواع
هناك خمس أنواع ضمن هذا الجنس:* Omosita colon (Linnaeus, 1758) i c g b
- Omosita depressa (Linnaeus, 1758) g
- Omosita discoidea (Fabricius, 1775) i c g b
- Omosita funesta Reitter, 1873 g
- Omosita nearctica Kirejtshuk, 1987 g b

Data sources: i = ITIS, c = Catalogue of Life, g = GBIF, b = Bugguide.net